# Two Manhattan West
Two Manhattan West ist ein Wolkenkratzer in Manhattan in New York City, USA. Der Büroturm ist Teil des Gebäudekomplexes Manhattan West und wurde vom bekannten Architekturbüro Skidmore, Owings and Merrill entworfen.

## Beschreibung
Der Turm befindet sich im Viertel Hudson Yards im Stadtteil Chelsea auf der West Side von Manhattan an der 9th Avenue. Er steht zwischen dem Hochhauskomplex Hudson Yards im Westen und der Penn Station im Osten.
Two Manhattan West hat eine Höhe von 285 Meter (935 Fuß) und besitzt 58 Etagen. Das Gebäude bietet 176.500 m² Bürofläche. Baubeginn war im Dezember 2019 und der Turm erreichte im Januar 2022 seine Endhöhe von 285 Meter. Er wurde Ende 2023 fertiggestellt, die Eröffnung fand im Januar 2024 statt.
Der Büroturm ist Teil des Bauprojektes Manhattan West, bestehend aus vier neuen Hochhäusern, die allesamt von Brookfield Properties entwickelt wurden, und zwei restaurierten Gebäuden. Neben Two Manhattan West gehören zu den neuerbauten Hochhäusern der Wolkenkratzer One Manhattan West, der Wohnturm The Eugene und das Hotel „Pendry Manhattan West“.